# Collines de Haanja
Les collines de Haanja (estonien : Haanja kõrgustik) sont une chaîne de collines en Estonie, situées dans le comté de Võru. Leur nom vient de la ville de Haanja, laquelle se trouve au cœur du massif et au Sud-Est du pays. Elles sont le prolongement des collines d'Alūksne qui s'élèvent en Lettonie voisine et font partie des croupes lacustres de la Baltique.
Elles abritent le point culminant de l'Estonie, le Suur Munamägi.

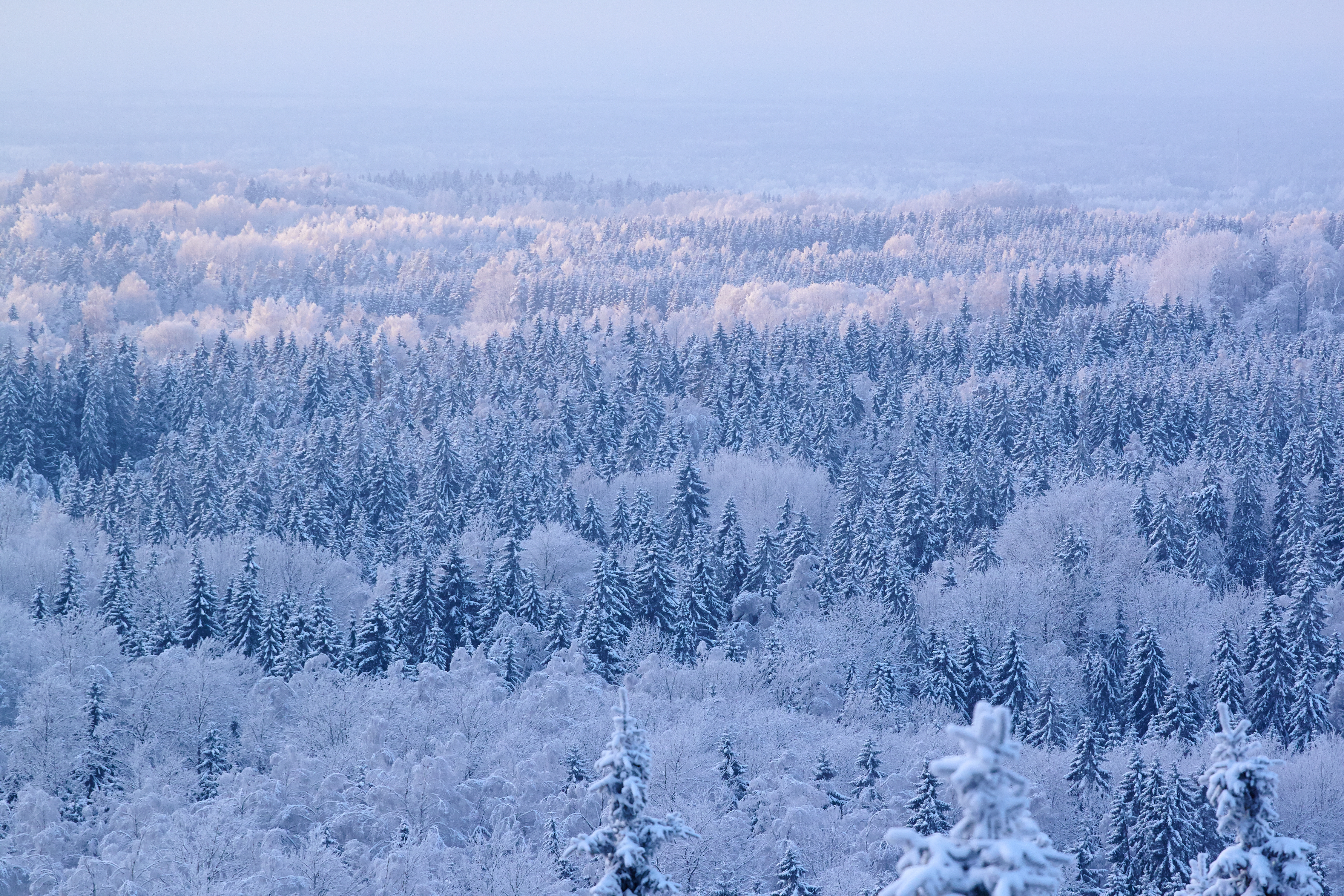
Collines de Haanja sous la neige
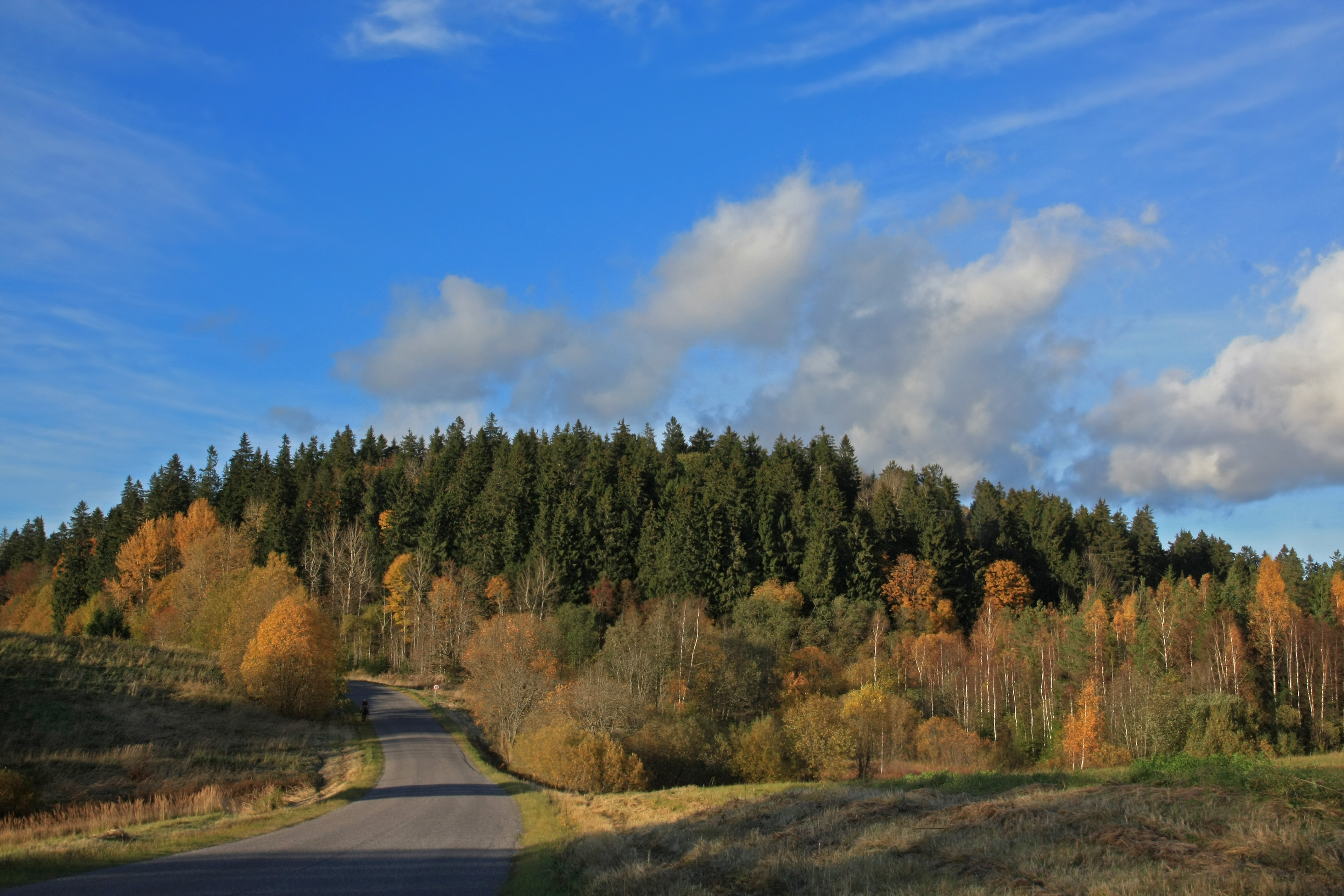
Le Suur Munamägi

## Sommets
- Suur Munamägi, 317 m
- Vällamägi, 304 m
- Kerekunnu mägi, 296 m
- Tsälbämägi, 293 m
- Rohtõsuu mägi, 289 m
- Haragamägi, 289 m
- Papisöödü mägi, 288 m
- Kivestmägi, 288 m
- Mustikmägi, 286 m
- Vänni Kõrgõmägi, 285 m

## Sources
- (et) Cet article est partiellement ou en totalité issu de l’article de Wikipédia en estonien intitulé « Haanja kõrgustik » (voir la liste des auteurs).

- (en) Cet article est partiellement ou en totalité issu de l’article de Wikipédia en anglais intitulé « Haanja Upland » (voir la liste des auteurs).